# Melpomene rita
Melpomene rita is een spinnensoort in de taxonomische indeling van de trechterspinnen (Agelenidae).
Het dier behoort tot het geslacht Melpomene. De wetenschappelijke naam van de soort werd voor het eerst geldig gepubliceerd in 1941 door Ralph Vary Chamberlin  & Wilton Ivie.